# Draconarius jiangyongensis
Draconarius jiangyongensis är en spindelart som först beskrevs av Peng, Gong och Kim 1996.  Draconarius jiangyongensis ingår i släktet Draconarius och familjen mörkerspindlar. Inga underarter finns listade i Catalogue of Life.